# 蔡正仁

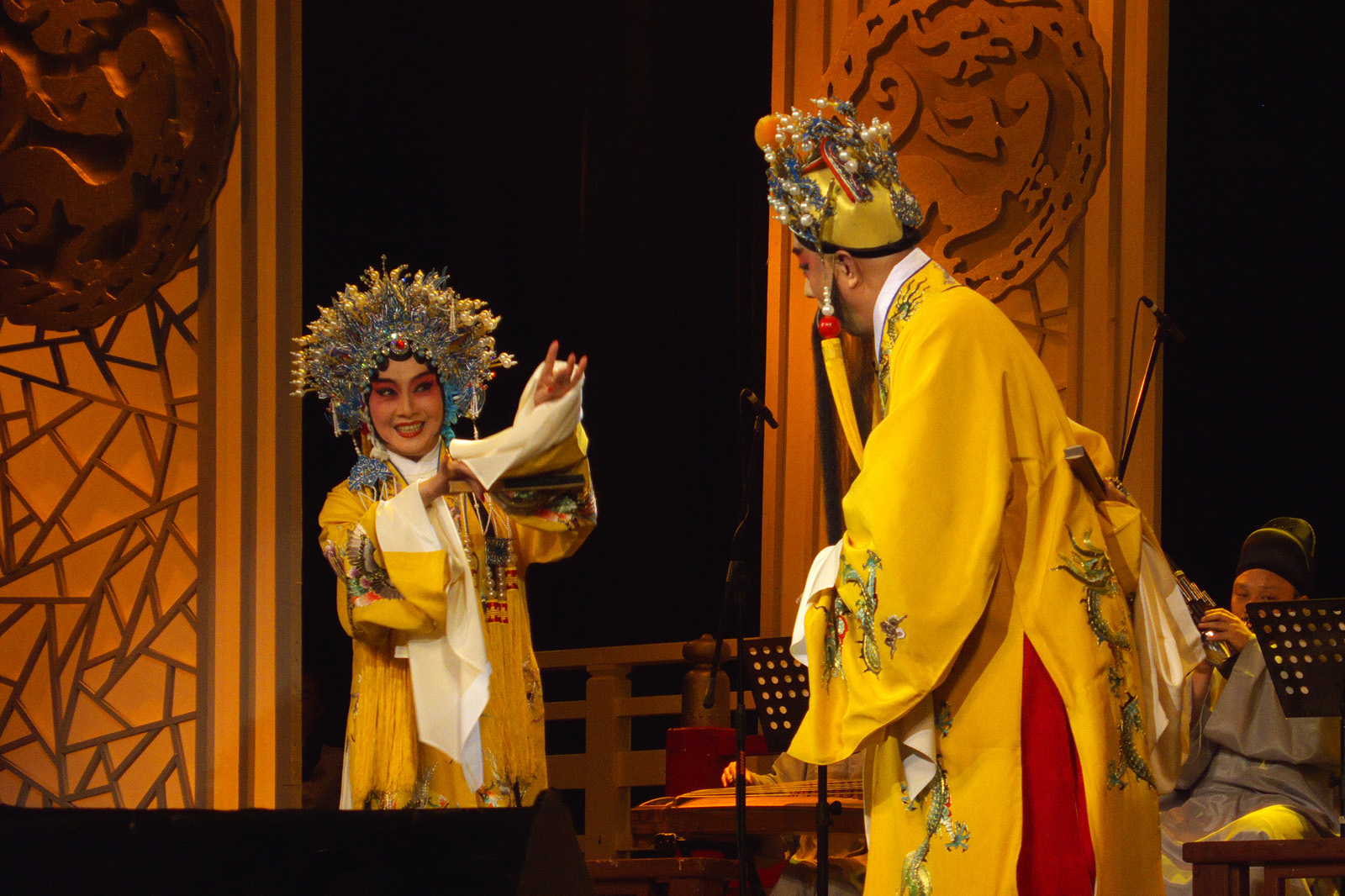
張靜嫻和蔡正仁演出《長生殿》劇照

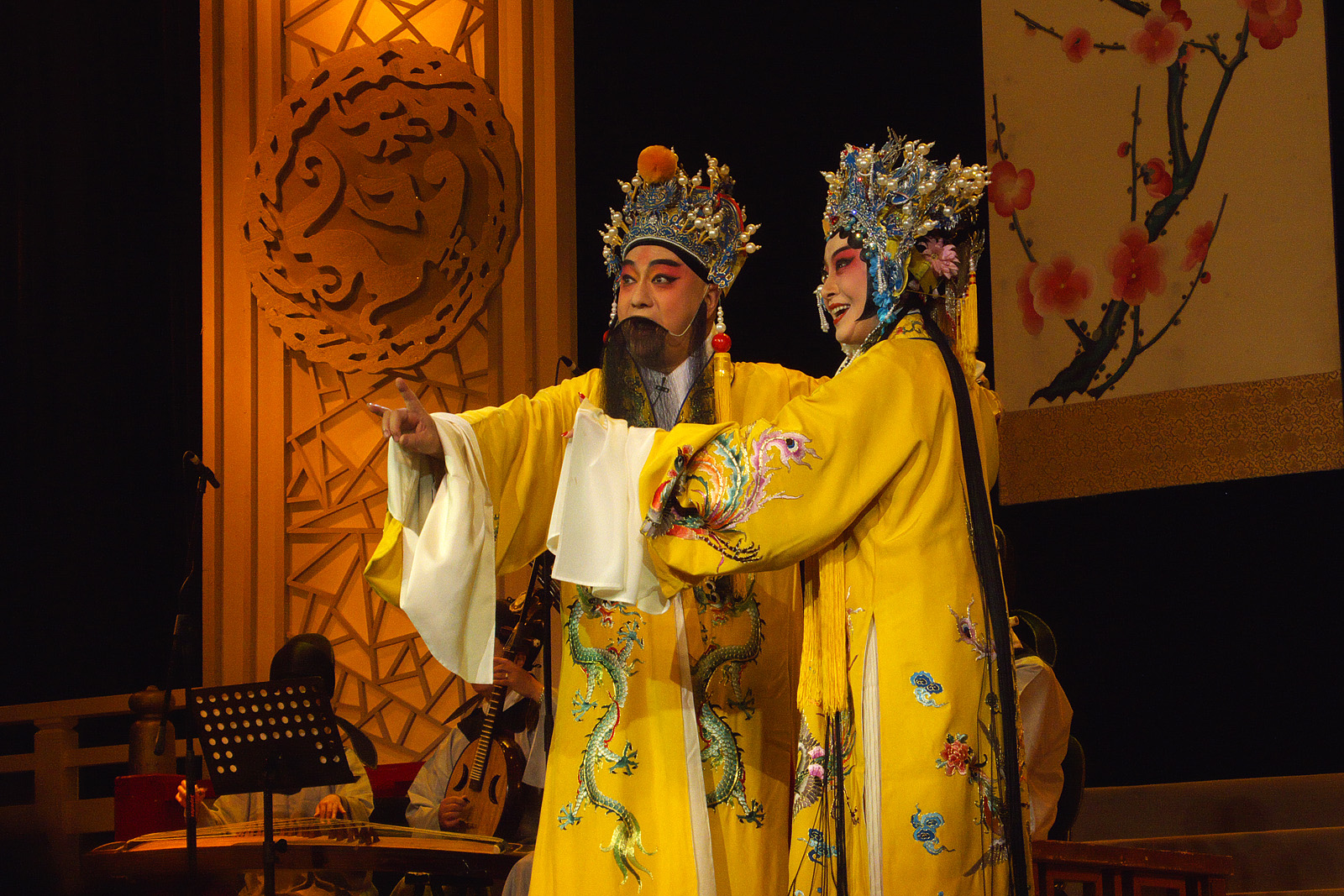
張靜嫻和蔡正仁演出《長生殿》劇照

蔡正仁（1941年7月2日—），江蘇吴江人，中國昆曲表演艺术家，上海崑劇團一級演員，師從傳字輩的沈傳芷、俞振飛習崑曲官生和小生，得到姜妙香、周傳瑛等名家指點。素有“小俞振飞”之美称。1986年，蔡正仁因演出的《喬醋》、《見娘》劇目，獲得了第四屆中國戲劇梅花獎殊榮。現任中國崑劇古琴研究會崑曲專業委員會主任。

## 生平
蔡正仁於1954年進入華東戲曲研究院的崑曲演員訓練班，1961年畢業於上海市戲曲學校。
在上海青年京崑劇團的成立時，蔡正仁於京崑劇團裡搶救、記錄崑曲等工作，排出了《牆頭馬上》、《牡丹亭》等劇目；更演出了60多台昆劇、300多出的折子戲等，推出新創魯迅的《傷逝》、《一片桃花紅》創新的崑曲劇目承。

## 傳統劇目
- 《太白醉寫》[2]
- 《販馬記》
- 《琵琶記》
- 《牡丹亭》
- 《白蛇傳》
- 《長生殿》
- 《連環記》
- 《風箏誤》

## 榮譽
- 第四屆中國戲劇梅花獎得主。
- 榮獲上海文化節藝術節優秀成果獎殊榮。
- 崑劇《牡丹亭》獲上海戲劇白玉蘭表演藝術男主角獎。[2]

## 外部連結
- 蔡正仁的新浪微博
- YouTube上的《長生殿‧哭像》，蔡正仁主演，2008年，紐約海外崑曲社
- YouTube上的《長生殿‧哭像》，蔡正仁演唱，2017年，CCTV
- YouTube上的《玉簪記‧琴挑》選段，蔡正仁演唱，2017年，CCTV
- YouTube上的《長生殿‧小宴》，蔡正仁、張靜嫻示範，2017年
- YouTube上的《牡丹亭‧驚夢》，蔡正仁、張靜嫻示範，2017年
- YouTube上的《彩樓記‧評雪辨蹤》，蔡正仁、張靜嫻示範，2017年
- YouTube上的蔡正仁談《琵琶記‧書館》、《荊釵記‧見娘》、《長生殿‧驚變》，「不只是崑曲」，財團法人建國工程文化藝術基金會、台北愛樂電台
- YouTube上的蔡正仁談三帝、二仙，「不只是崑曲」，財團法人建國工程文化藝術基金會、台北愛樂電台
- 中國崑曲音像庫:蔡正仁唱腔精粹 （页面存档备份，存于）